# András Tóth
András Tóth (Újpest, 5 de septiembre de 1949) es un exfutbolista húngaro que durante su carrera jugó en Újpesti Dózsa, Lierse S.K., MTK Hungária FC y Gödi TSz SK. Con su selección disputó 17 partidos entre 1973 y 1979, y participó en la Copa Mundial de Fútbol de 1978.

## Clubes
| Club            | País    | Año       |
| --------------- | ------- | --------- |
| Újpesti Dózsa   | Hungría | 1969-1981 |
| Lierse S.K.     | Bélgica | 1981-1983 |
| MTK Hungária FC | Hungría | 1983-1985 |
| Gödi TSz SK     | Hungría | 1985-1987 |

## Participaciones en Copas del Mundo
| Mundial                        | Sede      | Resultado    | Partidos | Goles |
| ------------------------------ | --------- | ------------ | -------- | ----- |
| Copa Mundial de Fútbol de 1978 | Argentina | Primera fase | 3        | 1     |